# Kinesisk astrologi
Kinesisk astrologi kan vara spådomskonst kring framtiden med utgångspunkt i den kinesiska kalendern – särskilt dess 12-åriga cykel med djurnamn, ibland kallad den kinesiska zodiaken. Det ödesbestämmande systemet hämtar information från ett antal grundpelare: årstecknen, den kinesiska filosofins elementlära, gammalkinesisk religion och framför allt kalendariska cykler på astronomisk grund.
Den traditionelle kinesiske astronomen hade att förse kejsaren med förutsägelser i allehanda spörsmål av vikt för rikets styrelse. För det ändamålet lät Kublai Khan uppföra vad som i dag kallas Pekings antika observatorium.

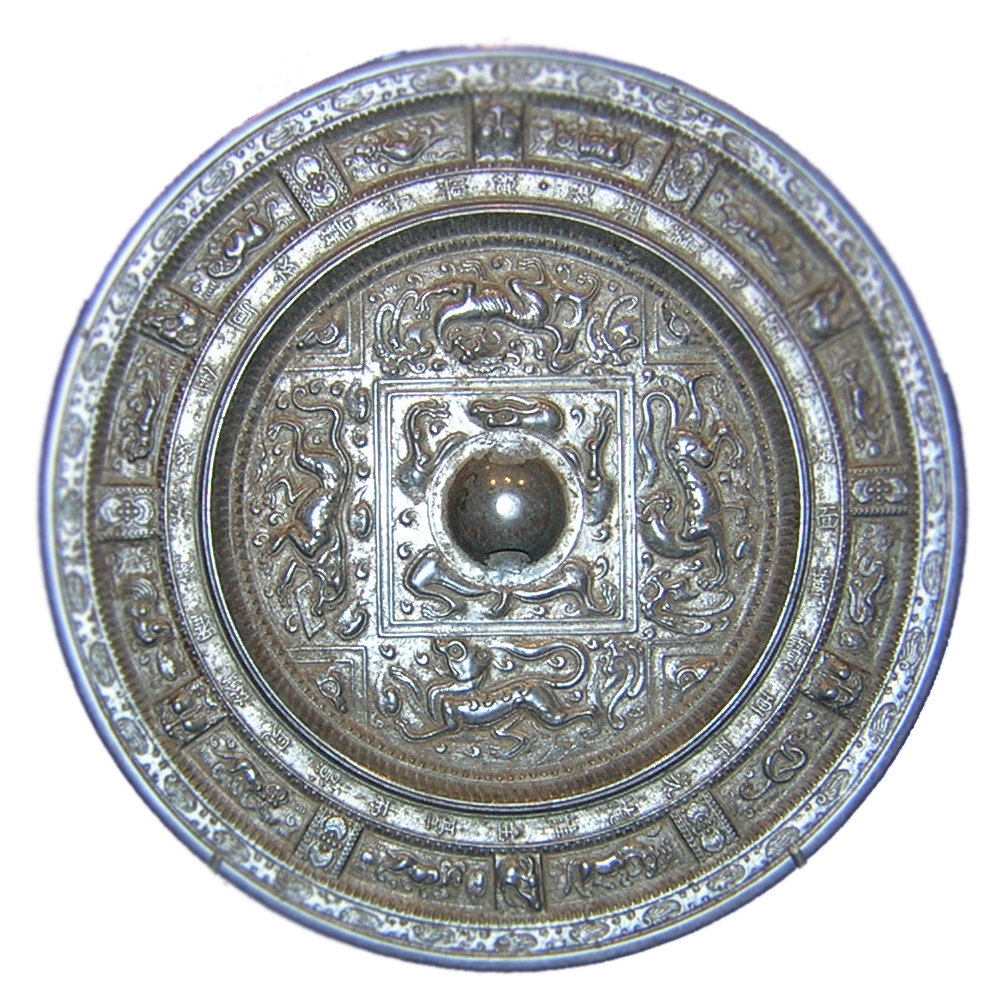
Kinesiska zodiaken

## Historia och tradition
Enligt en tradition instiftades den kinesiska zodiaken av kejsaren Qin Shi Huangdi (259 - 210 f.Kr.). Bland befolkningen var tron på Buddha och på astrologi stark. Därför lät kejsaren förena de två livsåskådningarna. Enligt buddhistisk tradition fick åren sina djursymboler på Buddhas dödsbädd (483 f.Kr.). Han kallade till sig alla djuren för att träffa dem innan han dog. Det var bara tolv djur som besökte Buddha och för att hedra dem döpte Buddha åren efter dem. Ordningen på djurnamnen i zodiaken bestämdes av i vilken ordning de kom till Buddha. Först kom råttan och sedan följde i tur och ordning oxen, tigern, kaninen, draken, ormen, hästen, fåret, apan, tuppen, hunden och grisen. 
Dessa tolv djur kopplas sedan till ett element för varje år. Eftersom det finns fem element: metall, vatten, eld, jord och trä, fullgörs en cykel på 60 år, när alla djur har kopplats till samtliga element en gång. Djuret och elementet utgör tillsammans de attribut, av Himmelska stammar och jordiska grenar, som företräder personerna som föds under ett bestämt år.

## De tolv kinesiska zodiakdjuren[1]

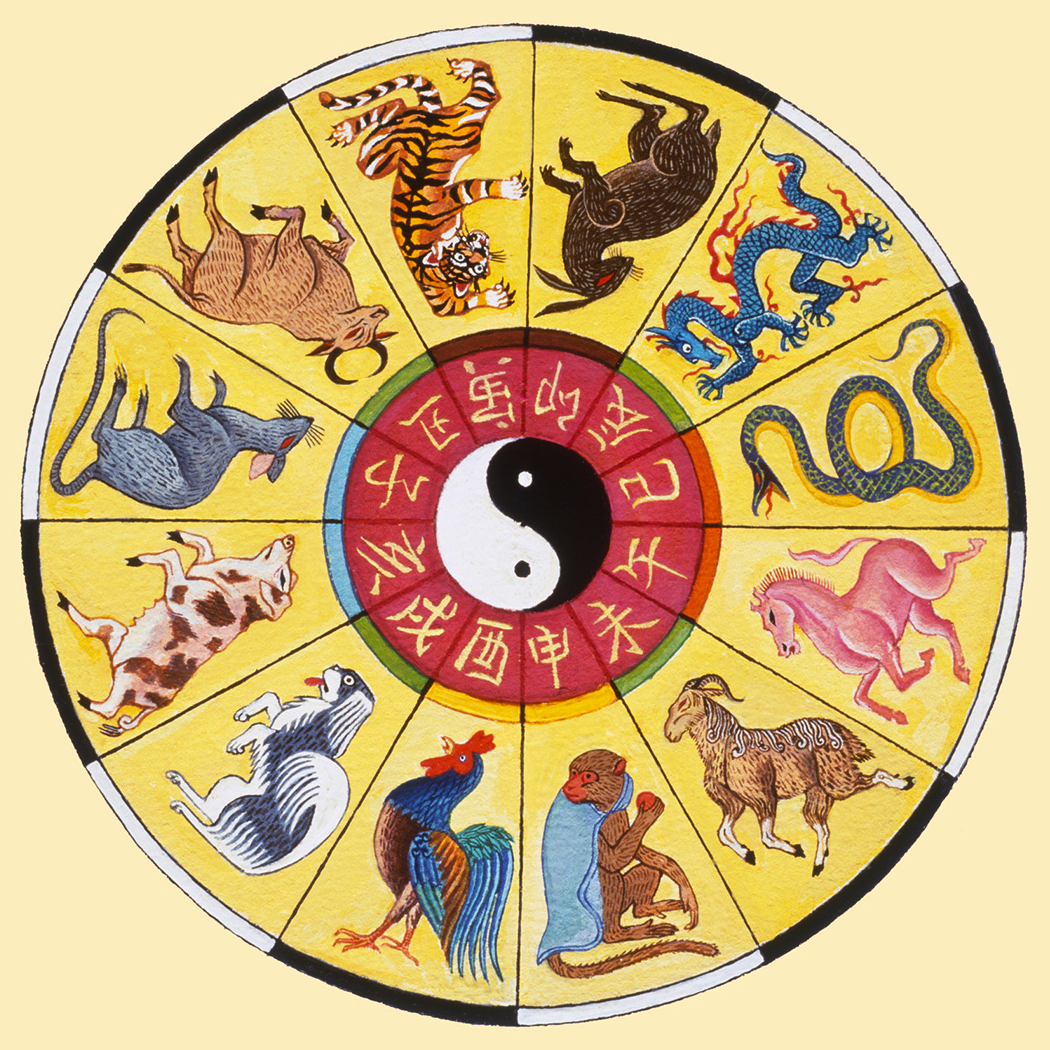
Zodiakdjuren

1. råtta	 (1936 - 1948 - 1960 - 1972 - 1984 - 1996 - 2008 - 2020)
2. oxe	 (1937 - 1949 - 1961 - 1973 - 1985 - 1997 - 2009 - 2021)
3. tiger	 (1938 - 1950 - 1962 - 1974 - 1986 - 1998 - 2010 - 2022)
4. hare/kanin	 (1939 - 1951 - 1963 - 1975 - 1987 - 1999 - 2011 - 2023)
5. drake	 (1940 - 1952 - 1964 - 1976 - 1988 - 2000 - 2012 - 2024)
6. orm	 (1941 - 1953 - 1965 - 1977 - 1989 - 2001 - 2013 - 2025)
7. häst	   (1942 - 1954 - 1966 - 1978 - 1990 - 2002 - 2014 - 2026)
8. får/get	 (1943 - 1955 - 1967 - 1979 - 1991 - 2003 - 2015 - 2027)
9. apa	 (1944 - 1956 - 1968 - 1980 - 1992 - 2004 - 2016 - 2028)
10. tupp	   (1945 - 1957 - 1969 - 1981 - 1993 - 2005 - 2017 - 2029)
11. hund	   (1946 - 1958 - 1970 - 1982 - 1994 - 2006 - 2018 - 2030)
12. gris 	 (1947 - 1959 - 1971 - 1983 - 1995 - 2007 - 2019 - 2031)

De fem elementen

### Timmar (ascendent)
För en person född i Stockholm avser tiderna:
| Normaltid | Sommartid |  |
| - 22:45 - 00:44: råtta - 00:45 - 02:44: oxe - 02:45 - 04:44: tiger - 04:45 - 06:44: kanin - 06:45 - 08:44: drake - 08:45 - 10:44: orm - 10:45 - 12:44: häst - 12:45 - 14:44: får - 14:45 - 16:44: apa - 16:45 - 18:44: tupp - 18:45 - 20:44: hund - 20:45 - 22:44: gris | - 23:45 - 01:44: råtta - 01:45 - 03:44: oxe - 03:45 - 05:44: tiger - 05:45 - 07:44: kanin - 07:45 - 09:44: drake - 09:45 - 11:44: orm - 11:45 - 13:44: häst - 13:45 - 15:44: får - 15:45 - 17:44: apa - 17:45 - 19:44: tupp - 19:45 - 21:44: hund - 21:45 - 23:44: gris |  |

## De fem elementen[3]
- Metall (kinesiska: 金, pinyin: jīn)
- Trä (kinesiska: 木, pinyin: mù)
- Vatten (kinesiska: 水, pinyin: shuǐ)
- Eld (kinesiska: 火, pinyin: huǒ)
- Jord (kinesiska: 土, pinyin: tǔ).